# دان ماسي
دان ماسي (بالإنجليزية: Dan Massey) هو فيلسوف وناشط حقوق الإنسان وكاتب وعالم أمريكي، ولد في 26 ديسمبر 1942، وتوفي في 28 يناير 2013 في واشنطن العاصمة في الولايات المتحدة.